# Kate Walsh (politicus)
Kate Walsh (1 maart 1947 – 24 april 2007) was een Iers politicus en lid van het Ierse hogerhuis Seanad Éireann namens de progressieve democraten. Ze werd genomineerd als senator door de minister-president van Ierland (Taoiseach).
Ze werd niet verkozen tot de Dáil Éireann, het parlement van Ierland, tijdens de Ierse verkiezingen in 2002.
Ze stierf op 24 april 2007 aan een longziekte.